# I/O加速技术
I/O加速技术（英語：I/O Acceleration Technology，缩写I/OAT）是英特尔在高端服务器晶片組上搭售的一个DMA引擎（嵌入式DMA控制器），凭借执行直接記憶體存取（DMA）来卸载主处理器的内存复制工作。它通常用于加速网络流量的传输。
Microsoft Windows自面向Windows Server 2003 SP1的可扩展网络包开始支持使用I/OAT加速网络。Linux内核则是自2006年开始使用，但此特性据称由于缺乏性能优势和造成数据损坏的可能性，在之后被禁用。
I/O加速技術（IOAT）的後續者是Xeon E5處理器的Data Direct I/O（DDIO）技術。相比IOAT，DDIO技術無須對作業系統、驅動程式做出變更。DDIO允許網路卡直接存取CPU的L3快取。